# Clusia orthoneura
Clusia orthoneura, también llamada Flor de Cera, es un arbusto originario de América tropical, posiblemente originario de la cordillera oriental en la región de Boyacá, Colombia. Se suelen encontrar desde los 800 a los 1700 m s. n. m. Actualmente se usa como planta ornamental, debido a la belleza de sus flores.

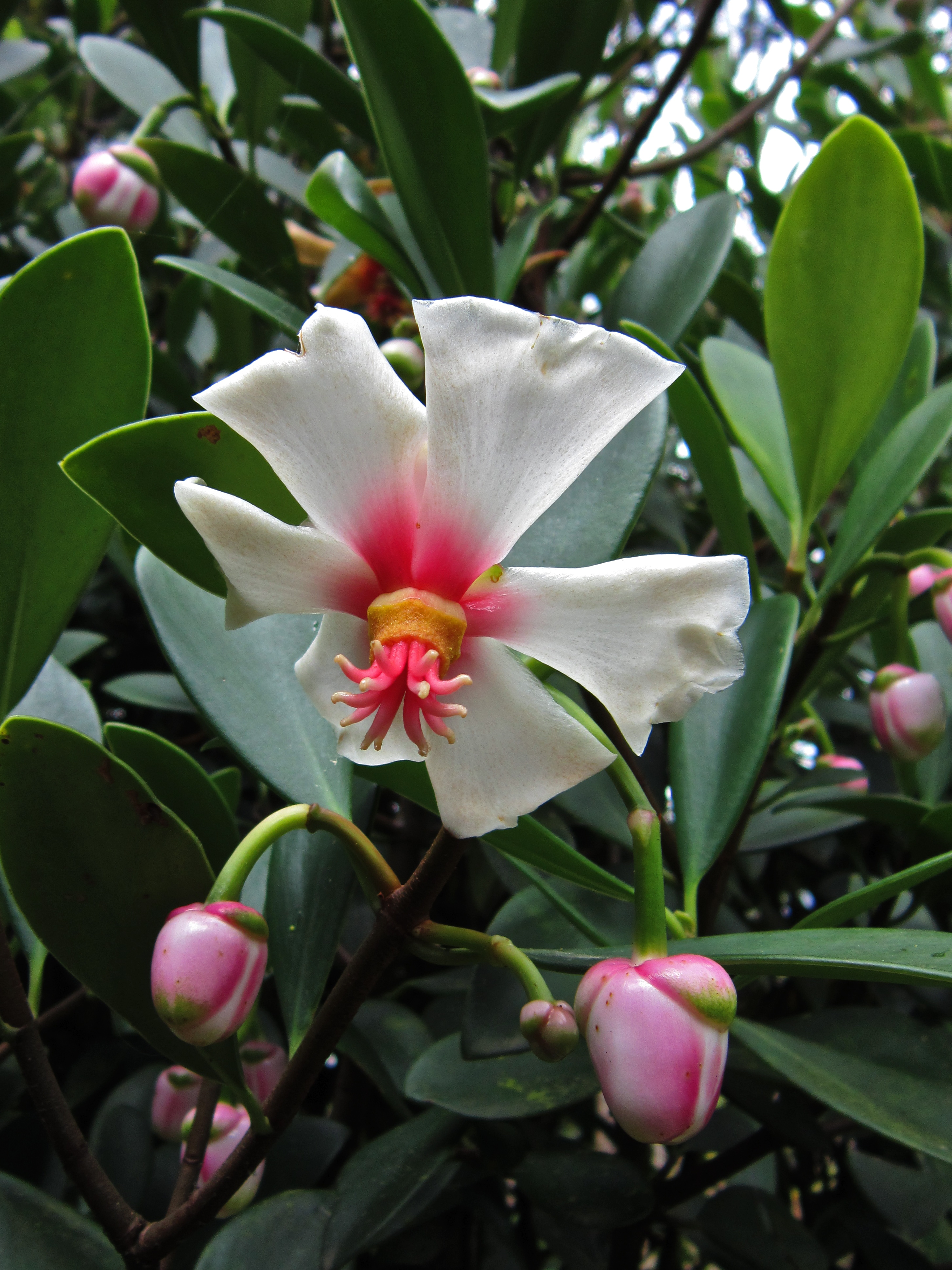
Detalle de la flor

## Descripción
Es un arbusto de 12 a 15 metros de altura, con copa irregular, densa, globosa, aunque la ramificación puede comenzar desde la base. Se caracteriza por generar raíces adventicias en las ramas bajas. Las hojas son simples, opuestas, coriáceas, gruesas, nervios secundarios paralelos y muy juntos entre sí. Contienen un látex blanco.
 Las inflorescencias surgen en panículas cortas con flores de color rosado, más fuerte en la base de los pétalos, coriáceas, de consistencia como de cera o plástico. Sus frutos son cápsulas ovoides verdes inicialmente, pero amarillas al madurar.

## Uso y cultivo
Principalmente por estacas (deben cortarse preferiblemente con raíz adventicia, y sembrarse en un suelo bien drenado).
Son aptas para jardines bien iluminados. Debido al vigoroso crecimiento de sus raíces deben ubicarse lejos de construcciones.

## Taxonomía
Clusia orthoneura fue descrita por Paul Carpenter Standley y publicado en Publications of the Field Museum of Natural History, Botanical Series 22(2): 91. 1940.
Etimología
Clusia: nombre genérico otorgado en honor del botánico Carolus Clusius.
orthoneura: epíteto